# Ciclo épico
Ciclo épico (em grego clássico: ἐπικòς κύκλoς; romaniz.: epikòs kýklos) é um conjunto de poemas épicos, datados dos séculos VIII a VI a.C. (período grego arcaico), compostos em  grego pelos chamados poetas cíclicos, embora baseados em uma tradição oral muito mais antiga. Quase todas as obras estão perdidas, exceto as de  Homero e Hesíodo e poucos fragmentos de alguns outros autores.  A denominação "ciclo épico" é atribuída a Calímaco de Cirene, poeta e filólogo de Alexandria do século III a.C.
Obras do ciclo épico
| - Cantos Cípricos (Cíprias), de Estasino, - Ilíada, de Homero - Etiópida, de Arctino de Mileto - Pequena Ilíada, de Lesques de Pirra |  | - O Saque de Troia (Iliou persis), de Arctino de Mileto - Retornos ou Retornos dos Gregos (Nostoi), de Hágias de Trezena - Odisseia, de Homero - Telegonia, de Eugamão de Cirene. |

O académico e religioso do século IX Fócio de Constantinopla incluiu no ciclo o Titanomaquia e as obras do ciclo tebano, mas esta classificação é rejeitada pela generalidade dos académico modernos. 
Ciclo tebano
| - Edipodia - Tebaida |  | - Os Epígonos - Alcmeónida |